# Liga de Fútbol de Segunda División de Taiwán
La Liga de Fútbol de la Segunda División de Taiwán (a veces llamada Liga de Desafío de Fútbol de Taiwán) es la segunda división clasificada en la liga de fútbol de la República de China dirigida por la Asociación de Fútbol de China Taipéi (CTFA). Esta liga está directamente debajo de la Liga Premier de Fútbol de Taiwán. Actualmente, la liga comprende ocho equipos de todo Taiwán.

## Evolución histórica
Para mejorar la integridad del sistema de la Liga de Fútbol de Taiwán, la Asociación de Fútbol de la República de China se estableció en 2020 como una liga de segundo nivel en Taiwán.
2020 es un período de transición. El año pasado, la Universidad Ming Chuan, los Leones Rojos de Taipéi y los cuatro equipos participantes, incluidos Play One Normal University, SFI, ACA y Taoyuan International, clasificados en séptimo y octavo lugar en Enterprise A, serán eliminados en eliminación simple, y el ganador será promovido. En 2020, las primeras empresas taiwanesas, aquellas que no desafíen ingresarán a la Liga de Fútbol de Segunda División de Taiwán 2020.
A partir de 2021, el campeón de esta liga será promovido directamente a Enterprise A, y el subcampeón jugará un desempate de dos rondas con el penúltimo en Enterprise A, y el ganador será promovido a Enterprise A.
En el Torneo Clasificatorio de Segunda División 2021, el séptimo Kaohsiung Football Club en 2020 y el octavo Bakarlong en 2020, más cinco equipos de Baimedia Flying Squirrel FC, Tsinghua FC, FCB + TA, etc. compiten por las clasificaciones de las dos ligas de segunda división. Al final, Kaohsiung Football Club y FCB + TA se clasificaron para la competición.

## Formato de competición
El calendario de la Liga de Segunda División de Fútbol de Taiwán generalmente se extiende de julio a noviembre, después de las eliminatorias iniciales, donde los nuevos participantes juegan en su propio torneo, con los 2 mejores jugando los últimos 2 de la temporada anterior de la Challenge League. Actualmente contiene 8 equipos que compiten en un torneo round-robin de dos etapas, cada uno compuesto por siete juegos. Una vez que se completa el calendario de 14 juegos, el mejor equipo gana el título de liga y un lugar automático en la Liga Premier de Fútbol de Taiwán del año siguiente.
Desde 2020, existe un sistema de ascenso y descenso entre la Premier League y la Taiwan Football Challenge League (en chino: 台灣企業甲級升降足球聯賽). El mejor equipo de la liga de Segunda División asciende a la Premier League y el equipo peor clasificado de la Premier League es relegado a la Liga de Segunda División. El subcampeón de la Liga de Segunda División jugará en un torneo de clasificación con el equipo de la Premier League 7º clasificado.

## 2022 equipos
Actualmente hay 8 equipos compitiendo en esta liga. La liga ha implementado un sistema de ascenso y descenso.
| Equipo                          | Nombre chino         | Hogar     | Primera participación |
| ------------------------------- | -------------------- | --------- | --------------------- |
| Taipei Flight Skywalkers        | 台北展逸天行者       | Taipéi    | 2022                  |
| MARS F.C.                       | MARS                 | Taoyuan   | 2022                  |
| FCBase Athletic                 | 台灣巴瑟足球發展協會 | Xinzhuang | 2021                  |
| Inter Taoyuan                   | 桃園國際             | Taoyuan   | 2020                  |
| Kaohsiung F.C.                  | 高雄足球俱樂部       | Kaohsiung | 2020                  |
| Land Home NTUS F.C.             | 璉紅台體             | Taichung  | 2022                  |
| PlayOne Normal University       | PlayOne師大          | Taipéi    | 2020                  |
| Saturday Football International | SFI                  | Taipéi    | 2020                  |

## Campeones
| Temporada | Campeón                  | Subcampeón                 | Tercer lugar                    |
| --------- | ------------------------ | -------------------------- | ------------------------------- |
| 2020      | CPC Corporation F.C.     | Inter Taoyuan              | Andy Chen Academy               |
| 2021      | Andy Chen Academy        | Ming Chuan University F.C. | Saturday Football International |
| 2022      | Taipei Flight Skywalkers | Land Home NTUS F.C.        | MARS F.C.                       |